# Monobamba (distrito)
Monobamba é um distrito da província de Jauja, localizado do Departamento de Junín, Peru.

## Transporte
O distrito de Monobamba é servido pela seguinte rodovia:
- JU-104, que liga o distrito de San Ramón à cidade de Muqui [2][3][4]